# Brevibarbis angolana
Brevibarbis angolana är en insektsart som beskrevs av Bo Tjeder och Christer Hansson 1992. Brevibarbis angolana ingår i släktet Brevibarbis och familjen fjärilsländor. Inga underarter finns listade i Catalogue of Life.